# NGC 5742
NGC 5742 est une galaxie lenticulaire située dans la constellation de la Balance. Sa vitesse par rapport au fond diffus cosmologique est de 4 223 ± 27 km/s, ce qui correspond à une distance de Hubble de 62,3 ± 4,4 Mpc (∼203 millions d'al). NGC 5742 a été découverte par l'astronome américain Francis Leavenworth en 1885.
À ce jour, une mesure non basée sur le décalage vers le rouge (redshift) donne une distance d'environ 36,200 Mpc (∼118 millions d'al). Cette valeur est est très loin à l'extérieur des valeurs de la distance de Hubble. Notons que c'est avec la valeur moyenne des mesures indépendantes, même s'il n'y en a qu'une seule, que la base de données NASA/IPAC calcule le diamètre d'une galaxie.